# Horodyskia
Horodyskia — скам'янілий організм, знайдений у гірських породах віком 1,5 млрд—900 млн років. Його форму описують як «ланцюжок намистин», з'єднаних дуже тонкою ниткою. Вважається одним з найдавніших відомих евкаріотів.
Відомі такі види: H. moniliformis, H. minor та H. williamsii.

## Будова

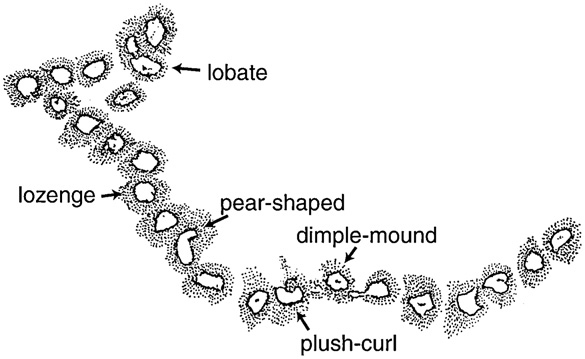
Намистинні структури Horodyskia різних форм

У цілому організм являє собою лінійно розташовані краплеподібні утворення (зооїди, або поліпіди), сполучені тонкою ниткою-пагоном (столоном) завдовжки до 20—30 см на підошві з пісковику. Ці лінійні гідроїдні колонії мали достатню механічну міцність (не розривалися при розмиванні осаду і перенесенні організму на нове місце). Розрізняється тонкий перидермальний покрив (імовірно, хітиноїдного складу) у вигляді теки поліпа облягаючої трубки столону. Окремий поліп є округлим конусоподібним утворенням розміром від декількох міліметрів до 1 см, зануреним гострим кінцем у ґрунт.
Знайдені екземпляри організмів на різних стадіях життєвого циклу. Порівняння скам'янілостей дозволяє припустити, що у міру наростання осадового шару навколо організму він міг перегруповуватися, збільшуючи розміри та зменшуючи кількість зооїдів. Ймовірно, у нижній частині столону існували коренеподібні вирости, що прикріплювали організм до субстрату.

## Поширення
Численні скам'янілості Horodyskia, починаючи з 1990 року, виявлено у Західній Австралії в пісковиках підсерії Манганіз. Вік вміщуючих порід за різними даними становить 1211—1070 чи 1400—1070 млн років. Організми щільно заселяли великі території розмірами в сотні кілометрів на добре аерованому морському мілководді.
Скам'янілості Horodyskia також були знайдені у південному Китаї та частинах Північної Америки. Вони зустрічаються в кремнієподібних породах, таких як пісковик, часто у вигляді відбитків.

## Історія відкриття
Названо на честь відомого палеонтолога Р. Городискі (англ. Robert Horodyski), який відкрив і описав ці організми в 1972 році у формації Аппекунни надсерії Белт, у північно-західній частині американського штату Монтана. Р. Городискі описав знахідку як «відмітини неясного походження на плоскому субстраті, що нагадують ланцюжок з плоских намистинок» (англ. «problematic bedding — plane markings, each resembling a string of flat beads»).
Впродовж 10 подальших років існували серйозні сумніви в тому, що знахідка є скам'янілістю біологічного походження, перші статті в науковій періодиці стали з'являтися лише з 1982 року. Таксономічна приналежність скам'янілостей довгий час вважалася невизначеною, тільки в 1991 році знахідку було уперше віднесено до багатоклітинних організмів, а в 1993 році Е. Йохельсон, М. Федонкин і Р. Городискі у своїй статті описали її як «багатоклітинну рослину або тварину і/або слід тварини, проте висновок про її органічне походження не остаточний» (англ. «metaphyte or metazoan body fossils and/or trace fossils, although evidence of their organic origin is still not conclusive»).
Після смерті Р. Городискі в 1995 році, Е. Йохельсон, М. Федонкін продовжили вивчення феномену і встановили, що скам'янілості є рештками живих багатоклітинних еукаріотичних організмів. Вік вміщуючих порід визначений уран-свинцевим методом по цирконах з перекриваючої формації Перселл Лава і склав 1443 ±7 млн років.

## Труднощі класифікації
Нині в палеонтологічних колах немає повної згоди відносно класифікації цих організмів. Існує думка, що це могли бути колоніальні форамініфери.